# Parker Pyne ermittelt
Parker Pyne ermittelt (Originaltitel Parker Pyne Investigates) ist eine Kurzgeschichtensammlung von Agatha Christie. Sie erschien zuerst im November 1934 im Vereinigten Königreich im Verlag von William Collins and Sons und später im selben Jahr in den USA bei Dodd, Mead and Company unter dem abweichenden Titel Mr. Parker Pyne, Detective.
Die deutsche Erstausgabe erschien 2010 als 60. Band der vom französischen Verlag Hachette Collections herausgegeben Die offizielle Sammlung Agatha Christie. Bis zu diesem Zeitpunkt waren nur drei Kurzgeschichten ins Deutsche übertragen worden und erstmals 1964 vom Diogenes Verlag in der Sammlung Der Fall der enttäuschten Hausfrau veröffentlicht worden.
Die Sammlung enthält zwölf der insgesamt 14 Kurzgeschichten der Autorin mit dem Privatdetektiv Parker Pyne. Die beiden anderen Geschichten, Paradies Pollensa und Der Stein des Anstoßes sind in Die mörderische Teerunde enthalten.
In diesem Buch hat Mrs. Ariadne Oliver ihren ersten Auftritt, eine berühmte Kriminalschriftstellerin, die sehr gern Äpfel isst – so wie die Autorin selbst – und die später noch in insgesamt sieben Romanen mitspielt.

## Einführung
James Parker Pyne ist ein pensionierter Regierungsbeamter, der sich selbst als „Detektiv des Herzens“ bezeichnet. Seine Dienste bietet er mit einer Anzeige in der Times an. Er arbeitet gemeinsam mit seiner Sekretärin Miss Lemon, die später bei Hercule Poirot als Sekretärin tätig ist, mit der berühmten Kriminalschriftstellerin Ariadne Oliver, mit dem Schönling Claude Luttrell und der Künstlerin Madeleine de Sara.
In den ersten sechs Geschichten löst Parker Pyne Fälle in England. Die anderen sechs spielen auf seinen Urlaubsreisen, wo er eigentlich hoffte keine Detektivarbeit leisten zu müssen.

## Die Geschichten
Der Fall der enttäuschten Hausfrau
Der Fall des unbefriedigten Soldaten
Der Fall der verzweifelten Frau
Der Fall des unzufriedenen Ehemanns
Der Fall des Büroangestellten
Der Fall der reichen Frau
Haben Sie alles, was Sie brauchen?
Das Tor nach Bagdad
Das Haus in Schiraz
Eine Perle von Wert

### Tod auf dem Nil
Parker Pyne möchte auf dem Dampfboot S.S. Fayoum den Nil von Luxor nach Kairo bereisen. Außer ihm befinden sich nur noch Sir George und Lady Grayle, deren Nichte Pamela, Lady Grayles Krankenschwester Elsie MacNaughton und Sir Georges Privatsekretär Basil West an Bord. Sir George hatte Lady Grayle geheiratet um seine finanziellen Schwierigkeiten zu beenden. Den Preis, den er dafür zahlt, ist eine Ehe mit einer schwierigen, meist übel gelaunten und hypochondrischen Frau. Als die Dame davon erfährt, dass Parker Pyne mit an Bord ist, reagiert sie verärgert, hatte man ihr doch versichert, dass ihre Gesellschaft allein an Bord sein würde. Pamela, die mit ihrer angeheirateten Tante nicht sympathisiert, meint zu Sir George, dass die Krankheit der Lady nur gespielt ist. Die einzige Person, der all die Nörgelei nichts auszumachen scheint ist Basil West, der zu allen ein gutes Verhältnis hat.
Nach dem Besuch des Tempels von Dendera findet Parker Pyne in seiner Kabine eine Nachricht von Lady Grayle, in der sie ihn bittet auf den Besuch von Abydos zu verzichten und sich stattdessen mit ihr zu treffen. Er lehnt zunächst ab, als sie ihm jedoch einhundert Pfund bietet, willigt er ein und die beiden treffen sich zum Tee. Nun eröffnet die Lady ihm, nach einer langen Einleitung, dass sie vermutet, dass ihr Mann sie vergiftet. Auf die Idee ist sie gekommen, weil es ihr immer besser geht, wenn ihr Mann nicht in der Nähe ist und es ihr schlechter geht, wenn er zurück ist. Als Parker Pyne nach einem Motiv fragt, rauscht sie beleidigt hinaus.
Kurz danach kehrt Miss MacNaughton vorzeitig vom Ausflug zurück und äußert den gleichen Verdacht wie die Lady. Parker Pyne sah die Lady nicht mehr bis kurz vor dem Abendessen, da rauchte sie eine Zigarette und verbrannte anscheinend einen Brief. Sie war immer noch beleidigt.
In der Nacht wird Pyne in die Kabine von Lady Grayle gerufen, wo er sie mit den deutlichen Symptomen einer Strychninvergiftung vorfindet. Sie stirbt nach einem letzten Krampf. Er erinnert sich sofort an den Vorfall vor dem Essen, läuft in den Salon und findet im Aschenbecher die Reste des verbrannten Briefes mit den Worten: „...apsel deiner Träume. Verbrenne dies!“.
Die Beweise sind erdrückend, denn in Sir Georges Kabine und in seinem Dinnerjacket werden Päckchen mit Strychnin gefunden. Das Gift selbst stammte von Miss MacNaughton, die es als Medikament für ihre Patientin mitführte. Pamela meint jedoch, dass sich Lady Grayle selbst umbrachte, nachdem sie festgestellt hatte, dass Pamela und Basil ein Paar sind.
Abschließend befragt er Basil. Der erklärt, dass er wusste, dass die Lady in ihn verliebt war. Parker Pyne sammelt sich einige Minuten und bittet dann Basil sein Geständnis aufzuschreiben. Er hatte eine Affäre mit Lady Grayle, bekam dann Skrupel, verliebte sich in die Nichte und begann mit der langsamen Vergiftung, die er immer mit der Anwesenheit von Sir George zusammenlegte. Als Basil erkannte, dass die Lady misstrauisch geworden war und mit Parker Pyne gesprochen hatte, war Eile geboten. Er sandte ihr die „Kapsel der Träume“ mit dem Strychnin und forderte sie auf den beiliegenden Brief zu verbrennen. Parker Pyne behauptet, dass er diesen Brief hat (was aber nicht stimmt) und Basil gesteht.
Das Orakel von Delphi

## Bezüge zu anderen Werken
In der Kurzgeschichte Das Tor nach Bagdad wird zweimal das Gedicht Gates of Damascus von James Elroy Flecker zitiert. Ein Vers aus diesem Gedicht gab dem als letzten geschriebenen Roman der Autorin – Alter schützt vor Scharfsinn nicht – seinen Titel.
1937 verwendete die Autorin Motive der Kurzgeschichte Tod auf dem Nil für einen ihrer berühmtesten Romane – Der Tod auf dem Nil.

## Wichtige Ausgaben
- 1934 William Collins & Sons (London), November 1934
- 1934 Dodd Mead and Company (New York), 1934
- 1964 deutsche Erstausgabe von:

1. Der Fall des unbefriedigten Soldaten
2. Der Fall der enttäuschten Hausfrau
3. Der Fall des Büroangestellten

in der Übersetzung von Günter Eichel
- 2010 erste vollständige deutsche Ausgabe Die offizielle Sammlung Agatha Christie, Band 60, Hachette Collections, Paris

### Erste Veröffentlichungen der Geschichten
Neun der zwölf Geschichten wurden zuerst in Zeitschriften in den USA veröffentlicht:
- The Case of the Discontented Soldier, The Case of the Distressed Lady, The Case of the City Clerk, The Case of the Discontented Husband und The Case of the Rich Woman erschienen alle in der Augustausgabe 1932 des Cosmopolitan Magazin (Ausgabe Nummer 556) unter der Hauptüberschrift Are You Happy? If Not Consult Mr. Parker Pyne mit Illustrationen von Marshall Frantz.

- Have You Got Everything You Want?, The House at Shiraz, Death on the Nile und The Oracle at Delphi erschienen alle in der Aprilausgabe 1933 des Cosmopolitan Magazin (Ausgabe Nummer 562) unter der Hauptüberschrift Have You Got Everything You Want? If Not, Consult Mr. Parker Pyne wieder mit Illustrationen von Marshall Frantz.

## Verfilmungen
Zwei der Geschichten wurden im Rahmen der zehnteiligen Fernsehserie The Agatha Christie Hour aus dem Jahr 1982 mit Maurice Denham als Parker Pyne, Angela Easterling als Miss Lemon und Lally Bowers als Ariadne Oliver verfilmt.
- The Case of the Middle-Aged Wife – Der Fall der enttäuschten Hausfrau (1982) als erste Folge (Erstausstrahlung: 7. September 1982)
- The Case of the Discontented Soldier – Der Fall des unzufriedenen Soldaten (1982) als fünfte Folge (Erstausstrahlung am 5. Oktober 1982)